# Alepocephalidae
Famille
Les Alepocephalidae forment une famille de poissons abyssaux de l'ordre des Osmeriformes.

## Listes des genres
Selon ITIS (14 août 2010) :
- genre Alepocephalus Risso, 1820
- genre Asquamiceps Zugmayer, 1911
- genre Aulastomatomorpha Alcock, 1890
- genre Bajacalifornia Townsend & Nichols, 1925
- genre Bathyprion Marshall, 1966
- genre Bathytroctes Günther, 1878
- genre Conocara Goode & Bean, 1896
- genre Einara Parr, 1951
- genre Leptoderma Vaillant, 1886
- genre Microphotolepis Sazonov & Parin, 1977
- genre Mirognathus Parr, 1951
- genre Narcetes Alcock, 1890
- genre Photostylus Beebe, 1933
- genre Rinoctes Parr, 1952
- genre Rouleina Jordan, 1923
- genre Talismania Goode & Bean, 1896
- genre Xenodermichthys Günther, 1878

Auxquels World Register of Marine Species (14 août 2010) ajoute :
- genre Binghamichthys
- genre Aleposomus Roule (ex Brauer), 1915